# Armdale Yacht Club
Le Armdale Yacht Club est un club nautique situé sur l'île Melville, face au port d'Halifax en Nouvelle-Écosse. Bien que fondé en 1947, la propriété du club a une histoire qui remonte à 1732. Son siège social est à Halifax.

Il est affilié, avec d'autres Yachts clubs, au Britannia Yacht Club (BYC) d'Ottawa.

## Île Melville
Depuis l'arrivée des colons européens dans la région, l'île Melville a été une propriété familiale, hôpital, station de quarantaine, prison militaire, camp de prisonniers de guerre, la station de formation des recrues pour la Légion britannique des Affaires étrangères, dépôt de munitions et plus récemment un club de yacht.